# Johan II av Liechtenstein
Johan II av Liechtenstein, född 5 oktober 1840 i Eisgrub, död 11 februari 1929 i Feldsberg, var furste av Liechtenstein 1858-1929. Genom av sina vidsträckta besittningar i Österrike var han också ärftlig medlem av österrikiska riksrådet. 
Johan II införde 1862 en konstitutionell författning i Liechtenstein, under påverkan av den österrikiske socialreformatorn Karl von Fogelsang, och 1921 infördes den ännu gällande författningen på demokratisk-parlamentarisk grund.
Johan var son till Aloys II av Liechtenstein och Franziska Kinsky. Han gifte sig inte och efterträddes av sin yngre bror, Frans I av Liechtenstein. Efter Ludvig XIV av Frankrike och Elisabeth II av Storbritannien är han den europeiska monark som har regerat längst, med drygt 70 år på tronen. Han var en betydande konstsamlare och mecenat.